# The Pling & Plong Show (musikalbum)
The Pling & Plong Show är en klassisk barnskiva av Robert Karl Oskar Broberg, utgiven på EMI 1970. Skivan innehåller några av låtarna från barn-TV-programserien med samma namn.
Den belönades som årets barnproduktion på grammisgalan 1971.
Många av låttitlarna består av ordlekar och fonetiska stavningar av svenska ord. Denna stil har även färgat av sig på övriga tryckta texter, där musikern på skivetiketten omväxlande omnämns som Råbban och Råbet Kal-Åskar Brobärj. På skivans innerficka beskrivs albumets innehåll som "Mysik å Hållisång från lAttjoBolaget Pling & Plong". Denna fras, som även presenteras stort på CD-utgåvan år 2000, kan i bästa fall ses som en undertitel för albumet.

## Låtlista
Nedan listas låttitlar och låtnumrering från originalalbumet på vinyl från 1970.

- A1 – The Pling & Plong sång (1:40)
- A2 – Sitting Bull (3:40)
- A3 – Gubbe röd (2:42)
- A4 – Huppegupp[täcktsfärd] (3:00)
- A5 – Tågblås (3:41)
- A6 – Pretty Baby (2:20)

- B1 – Kra-kra-kra (3:20)
- B2 – Järnvägs.[övergångs]-sång (2:46)
- B3 – Broggie-woggie (2:45)
- B4 – Ett fyra fem (3:20)
- B5 – Vadåra-vanura (4:30)
- B6 – Plingplong slut (1:40)